# Тимелія-криводзьоб велика
Тиме́лія-криводзьо́б велика (Erythrogenys hypoleucos) — вид горобцеподібних птахів родини тимелієвих (Timaliidae). Мешкає в Південно-Східній Азії.

## Опис

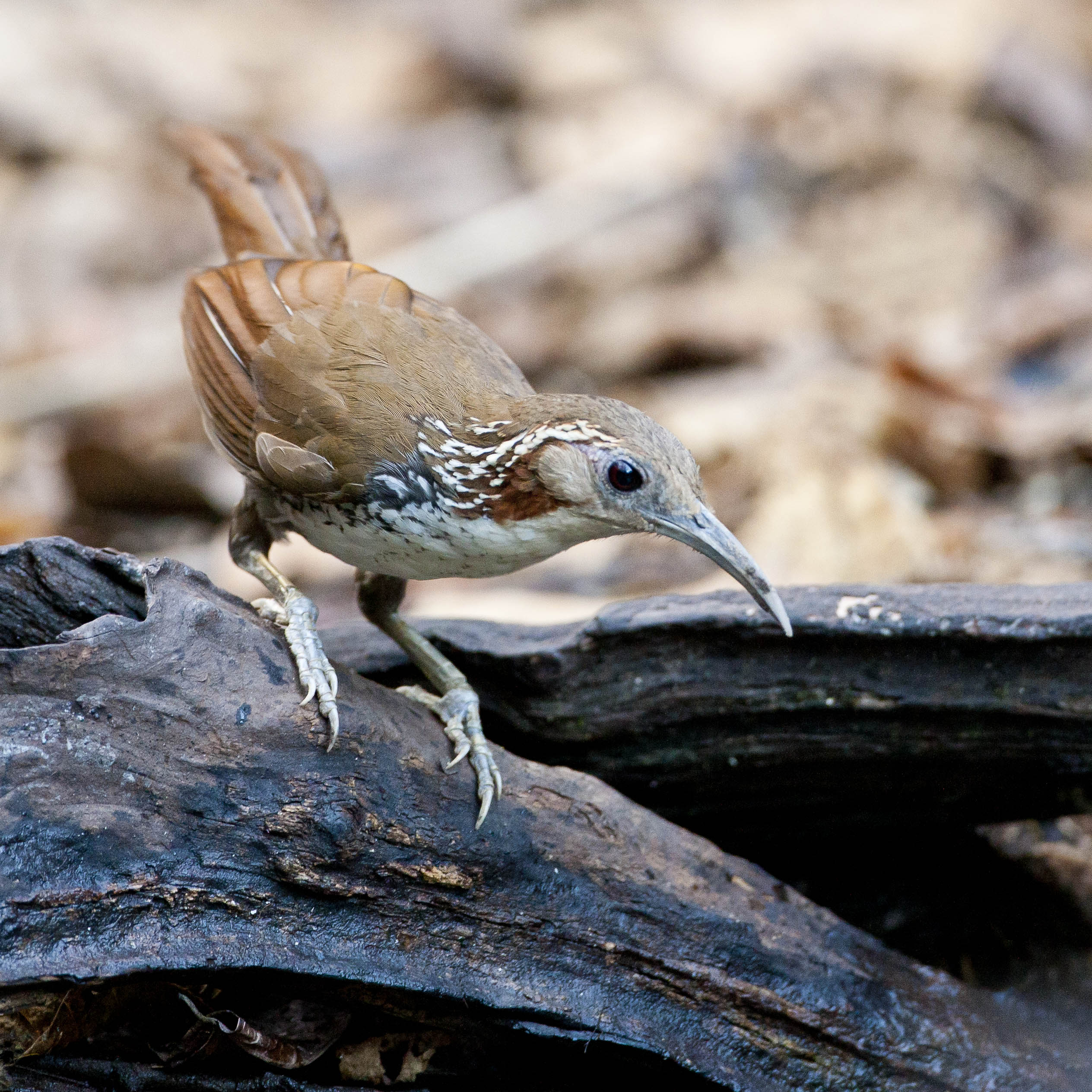
Велика тимелія-криводзьоб

Довжина птаха становить 28 см. Верхня частина тіла коричнева, нижня частна тіла біла, боки сірі. Шия з боків каштанова. поцяткована білими смужками. Дзьоб великий, світлий.

## Підвиди
Виділяють п'ять підвидів:
- E. h. hypoleucos (Richmond, 1902) — від Бангладеш і Північно-Східної Індії до західної і північної М'янми;
- E. h. tickelli (Richmond, 1902) — від південного Юньнаню до південної М'янми, Таїланду і північного Індокитаю;
- E. h. brevirostris (Richmond, 1902) — південний Індокитай;
- E. h. wrayi (Richmond, 1902) — Малайський півострів;
- E. h. hainana (Hartlaub, 1865) — острів Хайнань.

## Поширення і екологія
Великі тимелії-криводзьоби живуть в густому підліску вологих рівнинних і гірських тропічних лісів та в чагарникових заростях. Живляться комахами, їх личинками, слимаками та іншими безхребетними. Сезон розмноження триває з листопада по травень.